# Толь, Сергей Александрович
Граф Сергей Александрович Толь (30 июля 1848, Санкт-Петербург — 19 января 1923, Баден-Баден) — петербургский гражданский губернатор в 1889—1903 гг., обер-егермейстер (1914), член Государственного совета с 1903 года.

## Биография
Представитель остзейского рода Толей, внук графа К. Ф. Толя, генерал-квартирмейстера во время войны 1812 года. В 1870 году окончил Училище правоведения и поступил на службу в Министерство юстиции в качестве помощника статс-секретаря.
В 1889 году получил назначение на пост петербургского губернатора, а в 1903-м стал членом Государственного совета. Являлся уездным губернским гласным Рязанской губернии и почётным мировым судьёй Царскосельского и Михайловского уездов.

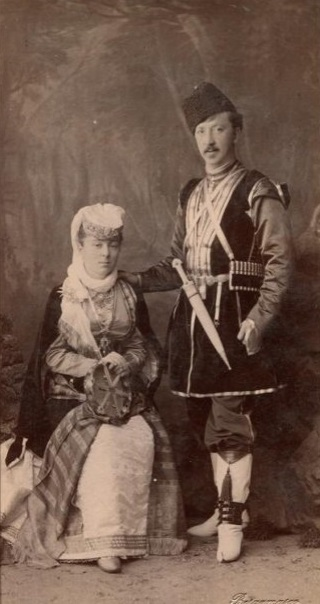
Сергей и Софья Толь в осетинских костюмах для придворного бала

Содействовал развитию здравоохранения и народного образования в городе и губернии: при участии Толя учреждены 12 больниц разного профиля, в том числе больница для душевнобольных в с. Сиворицы Царскосельского уезда (1899), организовано Общество по борьбе с проказой, открыты больница и лепрозорий в имении императрицы Марии Федоровны в Ямбургском уезде, созданы многочисленные бесплатные библиотеки при сельских школах, богадельня в Кронштадте (1890), школа огородничества в Павловске (1892), молочная ферма в Лесном (1897), детские приюты на Среднем проспекте Васильевского острова (1900) и на Петербургской стороне (1903). В 1901 начато строительство городской детской больницы на Литовской улице. (открыта в 1905). В 1903 начаты работы по электрификации Гатчины.
С 1895 председатель петербургского отделения Всероссийского общества спасения на водах. Сергей Толь был активным деятелем монархической организации «Русское собрание», с 1914 по ноябрь 1916 года состоял в Совете. С октября 1914 — председатель Особого отдела при Управлении главноуполномоченного Красного креста по Северному району. В Петербурге жил на Почтамтской ул., 8, летом — в имении в селе Лесище Михайловского уезда Рязанской губернии.
После Октябрьского переворота арестовывался ПетроЧК, был объявлен заложником. Жил в эмиграции в Германии, скончался в 1923 г. в Баден-Бадене.
Оставил мемуар «Подневольное житье в стране культурного народа. Воспоминания о германском плене».

## Семья
Жена (с 11 апреля 1876 года) - графиня Софья Дмитриевна Толстая (15.09.1854—14.02.1917), фрейлина двора, единственная дочь министра внутренних дел графа Д. А. Толстого от его брака с статс-дамой С. Д. Бибиковой. Венчались в Придворном соборе Зимнего дворца. С молодых лет не увлекалась светской жизнью, предпочитая уединение и литературные труды. Получила известность в обществе благодаря своим исследованиям о масонстве. Автор нескольких статей и книг. Занималась благотворительностью, организовала на собственные средства ряд учреждений в столице и своем имении  Лесище в Рязанской губернии. Скончалась в Петрограде.
Дочь Марианна (род. 25 февраля 1877 года), супруга графа Александра Кутайсова, после эмиграции жила в Бирмингеме.

## Награды
Ордена Св. Владимира, Св. Анны, Св. Станислава первых степеней, Александра Невского, Белого орла. Иностранные награды: Почётного легиона Франции, Железной короны, Красного орла.